# Achar (Uruguay)
Pour les articles homonymes, voir Achar.
Achar est une ville de l'Uruguay située dans le département de Tacuarembó. Sa population est de 780 habitants.

## Population
| Année | Population |
| ----- | ---------- |
| 1908  | 2 708      |
| 1963  | 562 ou 770 |
| 1975  | 608        |
| 1985  | 561        |
| 1996  | 637        |
| 2004  | 780        |

Référence,: